# Stephanopus coerulea
Stephanopus coerulea är en svampart som först beskrevs av Meinhard (Michael) Moser, och fick sitt nu gällande namn av E. Horak 1981. Stephanopus coerulea ingår i släktet Stephanopus och familjen spindlingar.   Inga underarter finns listade i Catalogue of Life.